# آزمایشگاه گوگل
آزمایشگاه گوگل سایتی است که فعالیت‌های جدید گوگل را تست و شرح می‌کند. البته این شرکت برای تست خدمات خود از مرحله‌ای بعنوان استفاده بواسطه دعوت هم استفاده می‌کند. یعنی با دعوت از طرف کاربر آن سرویس، امکان دسترسی به آن سرویس مهیا می‌شود. گوگل برای هریک از خدمات خود مثلاً جی‌میل یک آزمایشگاه جدا و منحصربفرد دارد.
در سال ۲۰۰۶ گوگل سرویس‌های آزمایشی خود را توسط لوگوهای -با عنوان- خاکستری رنگ مشخص می‌کرد که با خدمات دیگر متمایز باشد. این ظاهر نشان از داشتن باگ یا اشکالات نرم‌افزاری یا غیرعمومی بودن سرویس دارد.